# Ipomoea cyanantha
Ipomoea cyanantha är en vindeväxtart som beskrevs av August Heinrich Rudolf Grisebach. Ipomoea cyanantha ingår i släktet praktvindor, och familjen vindeväxter. Inga underarter finns listade i Catalogue of Life.